# محمية أفيال بابيل
محمية أفيال بابيل هي منطقة محمية للحياة البرية في شرق إثيوبيا. تقع في منطقة بابيل، ومنطقة شرق هارارجي في أوروميا، على بعد 560 كم شرق أديس أبابا و40 كم جنوب هرر.

## الجغرافيا
مساحتها 6,982 كـم2 (2,696 ميل2)، وبها وديان إيرير وداكاتا وفافين، ونهري غوبيلي وبورالي؛ وهى روافد لنهر شبيلي. وارتفاعها من 1000 إلى 1750 مترًا فوق مستوى سطح البحر، ويقل الارتفاع في الجنوب.

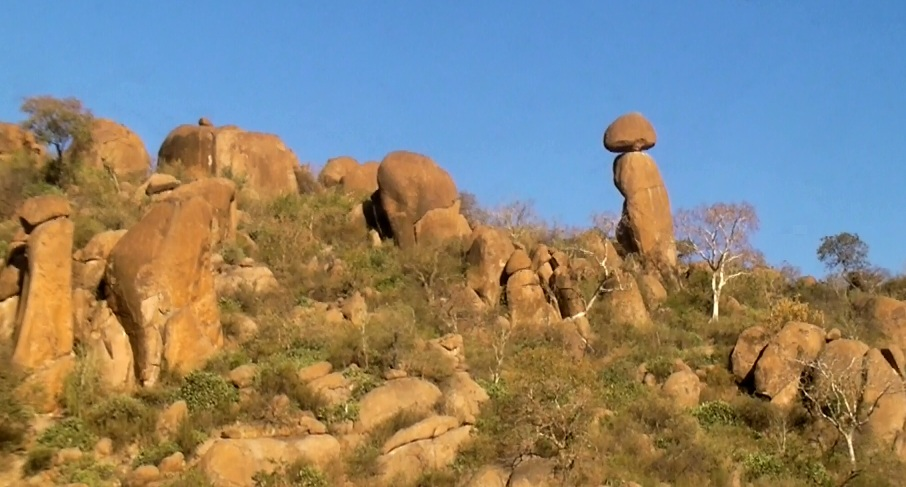

وتقع بالقرب من وادي نهر داكاتا، ويمثل معلمًا لأحد أكثر الصخور المميزة (في الصورة)، والتي نشأت خلال عصر ما قبل الكمبري، والمعروفة باسم وادي العجائب أو وادي داكاتا الصخري الذي يعد عامل جذب للسياح.

## الحياة البرية

### النباتات
تحتوي محمية فيل بابيلي على 237 نوعًا من النباتات، و57 عائلة، وتغطي المحمية مناطق شبه قاحلة من غابات السنط، والأراضي العشبية، والسافانا، والشجيرات دائمة الخضرة، والصبار.
وتشكل الأنواع الخشبية مثل: شجر السنط الملتوي، وشجر الفربيون، وشجر السنط العربي، وشجر سنط الإتبايكا، وشجر الهجليج المصري، وصبار التين الشوكي، وشجر الهجليج الأجرد، وشجر الأراك، وشجر التمر الهندي، 1.4% من الكثافة الإجمالية، وتعتبر مهددة بالانقراض.
مع أن صبار التين الشوكي يعتبر نباتًا مجتاحًا في إثيوبيا منذ القرن الثامن عشر، إلا أنه يعد مصدرًا مستدامًا لتغذية الأفيال خلال الجفاف.

### الحيوانات
تعد المحمية موطن 36 نوعًا من الثدييات. توفر المحمية موطنًا لأنواع فرعية أصلية من الفيلة الأدغال الأفريقية (Loxodonta africana oleansie) التي تعيش في غرب المحمية بعدد سكان 200-300 فرد على الأقل.
كما يوجد أيضًا رباح مقدس، ودقدق غونثر، وظبي القصب بوهور، ودقدق سولت، وغزال أريل، وخنزير ثؤلولي الشائع، ومرامري أكبر، ومرامري أصغر.
تراقب آكلات اللحوم مثل الأسد، والنمر الإفريقي، والضبع المرقط، والضبع المخطط ، والنمس أبيض الذيل، وابن آوى أسود الظهر داخل المحمية.
والثدييات الأصغر حجمًا مثل الوبر الصخري، والزبابة الفيلية، والطنج، وخفافيش حدوة الفرس، والسناجب الشائكة، وفئران الخلد العارية.
تتضمن قائمة الطيور التي تضم 227 نوعًا طائر رقاح سلفادور (Crithagra xantholaema)، وهو متوطن في جنوب شرق إثيوبيا.

## الحفاظ على المحمية

### التهديدات
في سبعينيات وثمانينيات القرن العشرين، أنشأت المحمية لحماية بقايا الفيلة في شمال شرق إفريقيا بعد فقدان 90% من أعدادها في إثيوبيا بسبب الصيد الغير قانوني. ورغم ذلك، فإن أعداد الفيلة في المحمية مازالت تعاني من حالة حرجة بسبب فقدان المواطن والصيد الغير قانوني.
إلى جانب تضاؤل أعداد الأفيال، وجد الباحثون أن الأنشطة البشرية مثل الزراعة غير القانونية، والصراعات العرقية، والرعي الجائر، وقطع الأشجار بسبب استيطان الرعاة والمزارعين داخل المحمية، تعيق طرق هجرة الأفيال ومناطق تغذيتها مما أدي إلى صراع بين البشر والأفيال.
ولذلك، فقدت المحمية أجزاء من مناطقها الشمالية الغربية لصالح الاستيطان غير القانوني، مع تحويل 75% من الأراضي إلى الزراعة والرعي.
وبدأت النباتات المجتاحة مثل أزهار اللانتانا وشجيرات الكياوي الشائكة بالتأثير سلبًا على البيئة، مما يهدد الثروة الحيوانية والحياة البرية.

### أماكن إقامة الزوار وخطط إعادة الإعمار
ورغم إنشائها، تعاني المحمية من سوء الإدارة من قبل حراس المحمية بسبب تأثيرها قلة التمويل الناتج عن نقص التدريب والفقر وإهمال البيئة.
الظروف في المحمية بدائية، وغير مجهزة لستقبال السياح، لكن وزارة الزراعة الإثيوبية أعلنت عن خطط لمعالجة هذا القصور.
قامت مؤسسة Born Free، ومبادرة حماية الأفيال، وصندوق أزمة الأفيال، وهيئة حماية الحياة البرية الإثيوبية، بحماية الأفيال، وإعادة تأهيل مناطق المحمية، ومناقشة مشروع ميداني لاستعادة المنطقة وإدارتها قانونيًا مما يتطلب اهتمامًا من الحكومة والشعب.